# Nyctemera distincta
Nyctemera distincta är en fjärilsart som beskrevs av Walker 1854. Nyctemera distincta ingår i släktet Nyctemera och familjen björnspinnare. Inga underarter finns listade i Catalogue of Life.